# Загадка (казка)
«Загадка» (нім. Das Rätsel) — казка, опублікована братами Грімм у збірці «Дитячі та сімейні казки» (1812, том 1, казка 22). Згідно з класифікацією казкових сюжетів Аарне-Томпсона має номер 851: «Здобуття королеви за допомогою загадки». Розширена версія вийшла у третьому виданні 1837 року. Джерелом для братів Грімм послугувала розповідь Доротеї Віманн та іншого анонімного оповідача . 
Ендрю Ленг помістив оповідку до збірки «Синя книга казок» (англ. The Blue Fairy Book).

## Сюжет
Красива і пихата королівна оголосила, що вийде заміж за того, хто зможе загадати їй загадку, яку вона не зможе відгадати, однак якщо вона зможе розгадати поставлену загадку, чоловіку мають відрубати голову.
Десятим сміливцем виявився королевич, який запитав королівну: «Що це таке, один нікого не вбив, проте все ж таки вбив дванадцятьох». Розгадка базувалася на пригоді, яка сталася з королевичем раніше.  Під час подорожі стара відьма намагалася отруїти королевича, але чаша вилилась на коня, який одразу впав мертвим на землю. Згодом дванадцятеро розбійників з'їли суп з ворони, яка поживилася мертвою кониною, і померли, «бо отрута потрапила через конину і до ворони». 
Королівна не може розгадати поставленої загадки й вирішує вдатися до хитрощів, однак невдовзі таки виходить заміж за королевича.